# Грб Арубе
Грб Арубе је званични хералдички симбол холандске прекоморске територије Аруба. Грб је озваничен 1955. године од стране острваског савета.

## Опис грба
На врху грба је црвени лав у лежећем положају, који представља симбол моћи. На штиту острва се налази сребрени крст, симболом оданости вери, који поље штита дели у четири мања поља:
- у горњем левом делу штита (првој четвртини штита) је биљка алоје, главни извозни производ,
- десно (у другој четвртини штита) је симбол Арубе, вулкански брежуљак Хуиберг,
- у доњем левом углу штита (трећој четвртини) су две руке које се рукују, симбол доброг односа Арубе са светом,
- у доњем десном углу (четвртој четвртини) је точак, симбол индустријског напретка.

Штит окружују две гранчице ловора, симбола мира.